# Мускрон
Мускро́н (фр. Mouscron, валлон. и пикард. Moucron, нидерл. Moeskroen) — франкоязычный город в Валлонии, расположенный на франко-бельгийской границе напротив французского Туркуэна. Административно относится к бельгийской провинции Эно, округ Мускрон.
На площади 40,08 км² проживают 52 825 человек (плотность населения — 1318 чел./км²), из которых 48,28 % — мужчины и 51,72 % — женщины. Средний годовой доход на душу населения в 2003 году составлял 10 720 евро.

## История
Известен с 1060 года. В XI—XII веках право на сбор налогов с селения принадлежало различным монастырям и храмам, включая собор Турне. В XV веке в Мускроне возведён графский замок (частично сохранился). В 1579 году замок был разорён гёзами. В 1627 году испанская корона утвердила сеньоров Мускрона в графском достоинстве. В конце XVII века город несколько раз переходил от испанцев к французам.
Во время волны революций 1848 года Мускрон был центром волнений, организованных сторонниками введения в Бельгии республиканской формы правления. В течение XX века Мускрон сильно вырос благодаря развитию текстильного производства и урбанизации лилльской агломерации.

## Достопримечательности
Из памятников старины сохранилась несколько раз перестроенная с XV века церковь св. Варфоломея и отдельные строения графского замка.